# 公共秩序罪
在犯罪學中，公共秩序罪被Siegel（2004）定义为 "涉及做出干扰社会正常运行和人们工作的行為導致的犯罪"，即它是由于违反社會規範、社会价值观和习俗而被贴上犯罪标签的行为。一般来说，当出現擾亂行为，并被证明无法通过其他手段加以控制时，此類行為就会被定为犯罪行为。